# 馬渕磨理子
馬渕 磨理子（まぶち まりこ、1984年4月27日 - ）は日本の経済アナリスト、著作家、ハリウッド大学院大学客員准教授、一般社団法人『日本金融経済研究所』代表理事、
京都大学大学院公共政策 同窓会 鴻鵠会 理事。

## 概要
専業トレーダー3年間を経て、フィスコのアナリストへ。現在は日本クラウドキャピタルでマーケティングの業務も行う。

## 経歴
京都女子高等学校、同志社大学法学部卒、京都大学大学院公共政策連携研究部修了。
2015年から金融情報配信会社であるフィスコでアナリストとして個別銘柄や市況の分析を行う。
2015年（平成27年）株式会社keen insightを設立、代表取締役に就任（現在、取締役）。
2018年（平成30年）日本クラウドキャピタルECFアナリスト（日本初の未上場株アナリスト）に就任。
2019年（令和元年）ネクストシフト顧問に就任（現在 退任）。
Yahoo！ニュース公式コメンテーター就任。2022年（令和4年）同年8月、PHP研究所から『京大院卒経済アナリストが開発! 収入10倍アップ 高速勉強法』を発売。
2022年（令和4年）1月に一般社団法人『日本金融経済研究所』を立ち上げ、代表理事に就任する。同年2月に日本クラウドキャピタルが社名変更により肩書きが「FUNDINNO ECFアナリスト」となる。同年10月1日にハリウッド大学院大学・客員准教授を担当する。教壇内容は金融・経済の仕組みや構造について。
2023年（令和5年）6月、イー・ギャランティ（プライム上場）社外取締役に就任。
2024年1月18日、乳がんを発症したことを告白。2023年11月にコメンテーターとして出演するテレビ番組『ウェークアップ!ぷらす』での乳がん特集に備えて検診を受け、後日がんと診断された。この番組での特集がなければ、何年も先に発見されていたかもしれないと語り、検診の重要性を伝えるため公表を決めた。さらに「がんになり初めて見えた世界」について語った。また、1月第4週以降はYouTube以外の仕事を休業することを公表した。
2025年2月16日、『馬渕・渡辺の #ビジトピ』（TOKYO FM）の生放送中、体調が悪化し声が出ない状態になる。18日、体調不良は、7年前に発症した持病である血管性浮腫の突発的な発作による痛みであったことを公表した。

## 人物
- 『品格ある人生のエッセンス』として資産運用や投資[4]。
- 趣味は瞑想、ジム、ヨガ[4][5]。
- 特技はインタビュー[4][5]。
- 座右の銘は「ビジネスは先に怒ったら負け」「無形は無敵」[4]。
- 交友関係に原田泳幸がいる[4]。
- 影響受けた人物は村田晃嗣、真渕勝[4]。
- 好きな作家は落合陽一、好きな本は『幸福の資本論』（橘玲）、『起業の科学』（田所雅之）、『国際政治 恐怖と希望』（高坂正堯）、『デイトレード ベレスオリバー』（グレッグカプラ）を挙げる[4]。
- 将来は政策に関わる審議員、コメンテーター、大学講座などを志望する[4]。
- 実家は、祖母が農家、両親が共働きの兼業農家で米蔵があり姉が一人いる[4]。
- 猫好き。現在ヒマラヤンのオスを飼っている[5]。
- 毎週10冊の経済紙を購読し本屋で一気に買う[5]。
- 日本テクニカルアナリスト協会 認定テクニカルアナリスト (CMTA) [4][14]。

## 著書
- 『上がる株極秘リスト173』（村上世彰ほか共著、プレジデント社、2021年3月15日） ISBN 978-4833479950
- 『5万円からでも始められる! 黒字転換2倍株で勝つ投資術』（ダイヤモンド社、2021年6月16日） ISBN 978-4478112762
- 『京大院卒経済アナリストが開発! 収入10倍アップ 高速勉強法』（PHP研究所、2022年8月26日） ISBN 978-4569852676
- 『ニッポン経済の問題を消費者目線で考えてみた』（渡辺広明と共著、フォレスト出版、2023年1月21日） ISBN 978-4866802121
- 『日本一忙しい経済アナリストが開発！ 収入10倍アップ超速仕事術』（PHP研究所、2023年7月20日）　ISBN 978-4569855202
- 『馬渕磨理子の金融・経済ノート』（東急エージェンシー、2024年9月12日）　ISBN 978-4884971397
- 『一歩踏み出せない人のための株式原論』（プレジデント社、2024年11月29日）　ISBN 978-4833452151

### 監修
- 『しっかり増やす! NISA &株式投資かんたん入門）（コスミック出版、2022年6月15日） ISBN 978-4774741383
- 『安心・安全な自己年金作り! 新iDeCo&つみたてNISAかんたん入門』（コスミック出版、2022年7月13日） ISBN 978-4774741505

## 出演

### テレビ
- 『FNN Live News α』（フジテレビ）[15]
- 『日経CNBC』 - コメンテーター[16]
- 『2022年の世界と日本の経済を大予測 投資のプロが選ぶ!ここがスゴイ!注目業界＆企業』（BS朝日）
- 『大下容子ワイド!スクランブル』（テレビ朝日）[17]
- 『千原ジュニアのSDGsで絶好調！』（テレビ東京）[17][18]
- 『ウェークアップ!ぷらす』（読売テレビ） - コメンテーター[19]
- 『そこまで言って委員会NP』（読売テレビ）[20]

### ラジオ
- 『馬渕磨理子の5分で教えてベンチャー社長』（ラジオNIKKEI）[21]
- 『企業調査レポート』（ラジオNIKKEI）[22]
- 『江守哲 坂本慎太郎の投資戦略アワー』（ラジオNIKKEI）[23]
- 『馬渕・渡辺の#ビジトピ』（TOKYO FM）[24]

### ネット配信
- にじさんじのB級バラエティ(仮)[25]（YouTube）

### 新聞
- 日本経済新聞[26]
- 産経新聞[27]

### 雑誌
- CanCam（小学館）[28]
- ダイヤモンドZAi（ダイヤモンド社）[29]
- 週刊SPA!（扶桑社）[30]　※ 連載「あの企業の意外なミライ」
- PRESIDENT（プレジデント社）
- 週刊女性（主婦と生活社）
- 株・投資ギガトレンド10（プレジデント社、2020年12月2日）[4] ISBN 978-4833479523 ※表紙
- 週刊現代（講談社）
- 日経トレンディ（日経BP）
- 日経マネー（日経BP）　※ 連載「馬渕磨理子の有望IPO株レビュー」

### WEB
- Forbes JAPAN　※連載「馬渕磨理子の今月の気になる数値」[31]
- Yahoo！ニュース公式コメンテーター
- 週刊ダイヤモンド[14]
- 日刊SPA![32]
- MONEY VOICE（マネーボイス）[33]
- プレジデント[34]
- 日経ヴェリタス[35]
- 日経トレンディ[36]
- 日経クロストレンド[37]
- ZUUオンライン[38]
- まぐまぐニュース[39]
- 女子spa![32]
- エンSPA![32]
- @dime[40]
- マイナビニュース[41]
- 転職サイトdoda
- フライデー[42]
- FX攻略.com[43]

## 主な講演会
- 長野證券主催 新春株式講演会[44]
- プレジデントプレミアムセミナー 菅義偉総理「人生相談＆スガノミクス」を語ろう！[45]
- 日本一バズるアナリストが語る、2021年の相場とは？[46]
- かんぽ生命主催Webセミナー「新たな時代を勝ち抜く経営」[47]
- キャノン従業員向け「日本の未来について」
- 起業の科学 田所雅之氏×馬渕磨理子「2021年大予測 コロナ後に覇権を握るのは誰だ」[48]
- 上場企業協賛のIRセミナーにおける登壇（協賛・協力企業）[49]
- 女性限定株式セミナー（東証1部：ポーラ・オルビスホールディングス、ダイドーグループホールディングス）
- 半導体業界分析セミナー（東証1部：ピーバンドットコム、東証2部：PALTEK）
- 玩具・ゲーム分析センター（東証1部：ハピネット）
- 医療データ業界分析セミナー（東証1部：メディカル・データ・ビジョン）
- 上場企業のIRセミナー講師（東証1部：エルティーエス、JBR、アズワン、東京応化工業、本多通信工業、LIFULL、インテージホールディングス、JQ：沖縄セルラー電話、ミナトホールディングス、名証：オウケイウェイヴ）